# Scione costaricana
Scione costaricana är en tvåvingeart som beskrevs av Szilady 1926. Scione costaricana ingår i släktet Scione och familjen bromsar. Inga underarter finns listade i Catalogue of Life.